# La Victoria (Teksas)
La Victoria je naseljeno mjesto za statističke potrebe u američkoj saveznoj državi Teksas. Prema popisu stanovništva iz 2010. u njemu je živjelo 171 stanovnika.